# MUVE
MUVE staat voor Multi-User Virtual Environments ook wel Virtuele Werelden genoemd. Het wordt meestal gebruikt om Massively Multiplayer Online (Role Playing) Games (MMO, MMOG of MMORPG) te duiden die zich niet richten op het spelen zelf maar andere doelstellingen nastreven.
In vergelijking met MMORPG is er meer sprake van een sociale virtuele omgeving. De spelers gaan naast converseren met elkaar voornamelijk creëren. Spelers zijn dus vrijer in het maken van spelelementen en alles in het spel wordt dus gemaakt door de spelers zelf.
Ook in sociale onlinegemeenschappen kunnen de deelnemers zelf spelelementen creëren en dus zelf spelregels toevoegen.

## Geschiedenis
De term werd voor het eerst gebruikt bij een beschrijving van het spel Habitat(1987) dat samen met Club Caribe (1988) als de eerste grafische MUVE's kunnen worden beschouwd. De MUD (eerst Multi-User Dungeon, later Multi-User Dimension of Multi-User Domain) die voornamelijk tekstueel communiceerde, zou kunnen worden gezien als een voorloper net als zijn objectgeoriënteerde variant de MOO.
Tegenwoordig mag van een MUVE 3D graphics worden verwacht, dat het benaderbaar is via het internet en dat vele gebruikers simultaan mee kunnen doen. Er is een toenemende aandacht vanuit het onderwijs voor de MUVE als effectief leermiddel.

## Toepassing
Een MUVE kan in bedrijf worden genomen als de volgende onderdelen zijn ingericht:
1. Een server(park) waarop de applicatie wordt gedraaid
2. Een interface die toestaat om een account aan te maken, toegang verleent en met de gebruiker informatie uitwisselt (bijvoorbeeld via het web)
3. De applicatie die de virtuele omgeving creëert
4. Een gegevensbank die de specifieke elementen uit de virtuele wereld en de gebruikersgegevens vastlegt

Voor de professionele fabricage van een MUVE zijn (systeem en applicatie)programmeurs, technici en ontwerpers nodig. Bij de huidige grafische varianten worden ook vormgevers ingezet. Voor de amateur, zonder specialistische kennis, zijn er allerlei hulpmiddelen om zelf een virtuele wereld te creëren.

## Voorbeelden
- Active Worlds
- Croquet Project
- Edusim
- Neverwinter Nights
- OpenSimulator
- Project Wonderland
- Quest Atlantis
- Second Life
- There